# Anna-Liisa Häkkinen
Anna-Liisa Häkkinen (* 30. März 1976 als Anna-Liisa Rasi) ist eine ehemalige finnische Biathletin.
Anna-Liisa Häkkinen erreichte ihren größten internationalen Erfolg mit dem Gewinn der Bronzemedaille im Staffelrennen der Biathlon-Europameisterschaften 1998 in Minsk an der Seite von Satu Pöntiö und Annukka Mallat. 2001 trat sie in Haute-Maurienne erneut bei den Europameisterschaften an und wurde 40. des Sprints, 35. der Verfolgung und mit Maija Halopainen, Satu Pöntiö und Pirjo Urpilainen Staffel-Achte. Ein Jahr später belegte Häkkinen in Kontiolahti die Plätze 40 im Sprint, 38 in der Verfolgung und mit Urpilainen, Halopainen und Eija Salonen erneut Rang acht mit der Staffel. Zur letzten internationalen Meisterschaft wurden die Sommerbiathlon-Weltmeisterschaften 2005 in Muonio, wo sie Siebte des Sprints, Achte in Verfolgung und Massenstartrennen sowie mit Pinja Piira, Marika Jänkä und Sari Suomalainen als Staffelvierte knapp eine zweite internationale Medaille verpasste.